# Langendorf (bij Weißenfels)
Langendorf is een plaats en voormalige gemeente in de Duitse deelstaat Saksen-Anhalt, en maakt deel uit van de Landkreis Burgenlandkreis.
Langendorf telt 2.475 inwoners.